# 安德烈·科切托夫
安德烈·阿列克谢耶维奇·科切托夫（俄语：Андрей Алексеевич Кочетов，1914年11月3日—1999年12月20日），苏联政治人物。曾任卡累利阿苏维埃社会主义自治共和国部长会议主席。

## 生平
1914年生于沃罗涅日省。先后毕业于乌斯曼师范学校和沃罗涅日师范学院。1940年加入联共（布）。参加苏德战争。1946年至1947年，任乌斯曼第一中学校长。1947年1月，任联共（布）乌斯曼区委员会第二书记。1949年1月，任沃罗涅日州利马诺夫斯基区委员会第一书记。1956年毕业于苏共中央高级党校，任苏共卡累利阿委员会组织部部长。1958年任书记处书记。1967年至1984年，任卡累利阿苏维埃社会主义自治共和国部长会议主席。1999年被授予卡累利阿共和国荣誉公民和彼得罗扎沃茨克荣誉市民称号。1999年12月20日在彼得罗扎沃茨克逝世。